# Goudgeel kalkkopje
Het goudgeel kalkkopje (Physarum galbeum) is een slijmzwam behorend tot de familie Physaraceae. Het leeft saprotroof op kruidachtige plantendelen en kegels in naaldbos en gemengd bos.

## Verspreiding
In Nederland komt het uiterst zeldzaam voor. 